# Insuetifurca austronipponica
Insuetifurca austronipponica är en djurart som tillhör fylumet trögkrypare, och som beskrevs av Abe 2005. Insuetifurca austronipponica ingår i släktet Insuetifurca och familjen Macrobiotidae. Inga underarter finns listade i Catalogue of Life.